# Obaga de Palomera
L'Obaga de Palomera, és una obaga del terme municipal de Conca de Dalt, al Pallars Jussà, a l'antic terme de Toralla i Serradell, en el territori del poble de Rivert.
Està situada al nord-oest de Rivert, al vessant nord-est de l'Encreuament i en el sud-est de la Roca Espatllada, a la dreta de la capçalera del barranc de Palomera.